# Rajura
Rajura è una città dell'India di 25.842 abitanti, situata nel distretto di Chandrapur, nello stato federato del Maharashtra. In base al numero di abitanti la città rientra nella classe III (da 20.000 a 49.999 persone).

## Geografia fisica
La città è situata a 19° 47' 24 N e 79° 22' 12 E.

## Società

### Evoluzione demografica
Al censimento del 2001 la popolazione di Rajura assommava a 25.842 persone, delle quali 13.538 maschi e 12.304 femmine. I bambini di età inferiore o uguale ai sei anni assommavano a 3.786, dei quali 2.044 maschi e 1.742 femmine. Infine, coloro che erano in grado di saper almeno leggere e scrivere erano 18.724, dei quali 10.460 maschi e 8.264 femmine.